# ポリアーキー (ダール)
『ポリアーキー』(Polyarchy: Participation and Opposition)とは1971年にアメリカの政治学者ロバート・ダールによって著された民主主義を主題とする政治学の作品である。

## 概要
政治学者のダールは1915年に生まれ、軍隊や農務省での勤務を経て1950年に『議会と外交政策』を発表して政治学の研究に携わるようになった。その政治研究の業績は各方面から高く評価されており、本書『ポリアーキー』も民主主義の政治科学的研究である。その民主主義の体系的な理論と具体的な可能性の検討を備えた現代政治学における民主主義理論として注目されている。その方法論は実証的であり、さまざまなデータに基づいた比較検討が行われている。
ポリアーキーとはダールにより定義された用語であり、モナーキー（単独による支配）、またオリガーキー（少数による支配）に対して「多数による支配」を意味する。ダールはポリアーキーを特定するために政治参加と政治競争の程度を指標として持ち込むことで、政治参加が幅広く認められており、かつ政治競争の程度が高度である体制をポリアーキーと定め、そうでない体制を抑圧体制と論じる。
ポリアーキーが機能する政治的条件は多様性を持っており、それぞれの国民の状況において実現する可能性があると指摘する。ポリアーキーが成立、維持されるかどうかはいくつかの政治的諸条件に依存している。それはポリアーキーに関する歴史的条件、社会経済的秩序、不平等と不満の拡散、文化的要因、政治活動家の信念、外部的要因としての外国支配の七種類の要因によって左右される。抑圧体制であっても、政府に対してより大きな参加と批判をもたらすことができれば、ポリアーキーがもたらされる可能性もあるとダールは考えている。